# Občina Grosuplje

Občina Grosuplje - Slovinsko

Občina Grosuplje je jednou z 212 občin ve Slovinsku. Rozkládá se ve Středoslovinském regionu. Je jednou z 25 občin regionu. Rozloha občiny je 133,8 km² a v lednu 2014 zde žilo 19 842 lidí. V občině je celkem 66 vesnic. Správním centrem občiny je město Grosuplje.

## Poloha, popis
Střed občiny se nachází zhruba 18 km jihovýchodně od centra Lublaně. Severní částí občiny prochází dálnice A2, spojující Lublaň se Záhřebem v Chorvatsku.
Sousedními občinami jsou: Lublaň na severu, Ivančna Gorica na východě, Videm na jihu, Velike Lašče na jihozápadě a Škofljica na západě.

## Vesnice v občině
Bičje, Blečji Vrh, Brezje pri Grosupljem, Brvace, Cerovo, Cikava, Čušperk, Dobje, Dole pri Polici, Dolenja vas pri Polici, Gabrje pri Ilovi Gori, Gajniče, Gatina, Gorenja vas pri Polici, Gornji Rogatec, Gradišče, Grosuplje, Hrastje pri Grosupljem, Huda Polica, Kožljevec, Lobček, Luče, Mala Ilova Gora, Mala Loka pri Višnji Gori, Mala Račna, Mala Stara vas, Mala vas pri Grosupljem, Male Lipljene, Mali Konec, Mali Vrh pri Šmarju, Malo Mlačevo, Medvedica, Paradišče, Pece, Peč, Perovo, Plešivica pri Žalni, Podgorica pri Podtaboru, Podgorica pri Šmarju, Polica, Ponova vas, Praproče pri Grosupljem, Predole, Rožnik, Sela pri Šmarju, Spodnja Slivnica, Spodnje Blato, Spodnje Duplice, Sveti Jurij, Škocjan, Šmarje-Sap, Tlake, Troščine, Udje, Velika Ilova Gora, Velika Loka, Velika Račna, Velika Stara vas, Velike Lipljene, Veliki Vrh pri Šmarju, Veliko Mlačevo, Vino, Vrbičje, Zagradec pri Grosupljem, Zgornja Slivnica, Zgornje Duplice, Žalna, Železnica.